# Società Sportiva Lazio 1984-1985
Questa voce raccoglie le informazioni riguardanti la Società Sportiva Lazio nelle competizioni ufficiali della stagione 1984-1985.

## Stagione
La Lazio concluse il campionato di Serie A 1984-1985 al penultimo posto, ritornando così in Serie B dopo due stagioni nella massima categoria. Nessuno dei cambi di allenatore decisi dal presidente Chinaglia sortì l'effetto sperato, con la squadra che si ritrovò matematicamente retrocessa con tre giornate di anticipo.
In Coppa Italia la squadra fu eliminata al primo turno.

## Divise e sponsor
Lo sponsor tecnico per la stagione 1984-1985 si conferma Ennerre, mentre lo sponsor ufficiale cambia e diventa Castor.

## Organigramma societario
Area direttiva
- Presidente: Giorgio Chinaglia
- Direttore generale: Felice Pulici
- Segretaria: Gabriella Grassi

Area tecnica
- Direttore tecnico: Roberto Lovati, da marzo affianca l'allenatore Giancarlo Oddi
- Direttore sportivo: Nello Governato
- Allenatore: Paolo Carosi, da settembre Juan Carlos Lorenzo, da marzo Giancarlo Oddi
- Allenatore in seconda: Giancarlo Oddi, da marzo Juan Carlos Morrone

## Rosa
| N. |                   | Ruolo | Calciatore           |
| -- | ----------------- | ----- | -------------------- |
|    | Italia (bandiera) | P     | Massimo Cacciatori   |
|    | Italia (bandiera) | P     | Nello Cusin          |
|    | Italia (bandiera) | P     | Fernando Orsi        |
|    | Italia (bandiera) | D     | Ernesto Calisti      |
|    | Italia (bandiera) | D     | Daniele Filisetti    |
|    | Italia (bandiera) | D     | Lionello Manfredonia |
|    | Italia (bandiera) | D     | Maurizio Marin       |
|    | Italia (bandiera) | D     | Renato Miele         |
|    | Italia (bandiera) | D     | Gabriele Podavini    |
|    | Italia (bandiera) | D     | Arcadio Spinozzi     |
|    | Italia (bandiera) | D     | Massimo Storgato     |
|    | Italia (bandiera) | D     | Arturo Vianello      |

| N. |                      | Ruolo | Calciatore                |
| -- | -------------------- | ----- | ------------------------- |
|    | Brasile (bandiera)   | C     | Batista                   |
|    | Italia (bandiera)    | C     | Vincenzo D'Amico          |
|    | Italia (bandiera)    | C     | Francesco Dell'Anno       |
|    | Italia (bandiera)    | C     | Francesco Fonte           |
|    | Italia (bandiera)    | C     | Giancarlo Marini          |
|    | Italia (bandiera)    | C     | Fortunato Torrisi         |
|    | Italia (bandiera)    | C     | Alessandro Toti           |
|    | Italia (bandiera)    | C     | Claudio Vinazzani         |
|    | Italia (bandiera)    | A     | Oliviero Garlini          |
|    | Italia (bandiera)    | A     | Bruno Giordano (capitano) |
|    | Danimarca (bandiera) | A     | Michael Laudrup           |
|    | Italia (bandiera)    | A     | Antonio Piconi            |

## Calciomercato

### Sessione estiva
| Acquisti | Acquisti          | Acquisti | Acquisti      |
| R.       | Nome              | da       | Modalità      |
| -------- | ----------------- | -------- | ------------- |
| P        | Nello Cusin       | Treviso  | definitivo    |
| D        | Ernesto Calisti   | Cavese   | fine prestito |
| D        | Massimo Storgato  | Verona   | definitivo    |
| D        | Arturo Vianello   | Pisa     | definitivo    |
| C        | Fortunato Torrisi | Catania  | definitivo    |
| A        | Oliviero Garlini  | Cesena   | definitivo    |

| Cessioni | Cessioni            | Cessioni  | Cessioni      |
| R.       | Nome                | a         | Modalità      |
| -------- | ------------------- | --------- | ------------- |
| P        | Mario Ielpo         | Siena     | prestito      |
| D        | Mauro Della Martira |           | fine carriera |
| D        | Massimo Piscedda    | Taranto   | prestito      |
| C        | Angelo Cupini       | Bari      | definitivo    |
| C        | Rinaldo Piraccini   | Pistoiese | definitivo    |
| A        | Mauro Meluso        | Cremonese | definitivo    |
| A        | Mario Piga          | Palermo   | definitivo    |

### Sessione autunnale
| Acquisti | Acquisti | Acquisti | Acquisti |
| R.       | Nome     | da       | Modalità |
| -------- | -------- | -------- | -------- |

| Cessioni | Cessioni       | Cessioni   | Cessioni |
| R.       | Nome           | a          | Modalità |
| -------- | -------------- | ---------- | -------- |
| A        | Antonio Piconi | Rondinella | prestito |

## Risultati

### Serie A

#### Girone di andata
| Arbitro: | Pieri (Genova) |

|  |           |           |
|  | Marcatori | 71’ Pecci |

| Arbitro: | Lanese (Messina) |

|                                                             |           |  |
| Galparoli 28’ Zico 36’ Selvaggi 58’ Mauro 68’ Carnevale 88’ | Marcatori |  |

| Arbitro: | Bergamo (Livorno) |

|              |           |               |
| Giordano 27’ | Marcatori | 33’ Altobelli |

| Ascoli Piceno 7 ottobre 1984 4ª giornata | Ascoli                    | 0 – 0 referto | Lazio | Stadio Cino e Lillo Del Duca (15 366 spett.)\| Arbitro: \| Pezzella (Frattamaggiore) \| |
| Arbitro:                                 | Pezzella (Frattamaggiore) |               |       |                                                                                         |

| Arbitro: | Casarin (Milano) |

|             |           |              |
| D'Amico 35’ | Marcatori | 51’ Maradona |

| Arbitro: | Pieri (Genova) |

|                   |           |  |
| Júnior 77’ (rig.) | Marcatori |  |

| Arbitro: | D'Elia (Salerno) |

|                              |           |            |
| Borin 56’ (aut.) D'Amico 82’ | Marcatori | 51’ Viganò |

| Roma 11 novembre 1984 8ª giornata | Roma              | 0 – 0 referto | Lazio | Stadio Olimpico (68 885 spett.)\| Arbitro: \| Bergamo (Livorno) \| |
| Arbitro:                          | Bergamo (Livorno) |               |       |                                                                    |

| Arbitro: | Matteo (Macerata) |

|             |           |  |
| Pacione 85’ | Marcatori |  |

| Arbitro: | Pairetto (Nichelino) |

|                                             |           |                              |
| Vianello 6’ Giuliani 38’ (aut.) Laudrup 76’ | Marcatori | 28’ (aut.) Batista 86’ Centi |

| Arbitro: | Lanese (Messina) |

|                        |           |                         |
| Mancini 3’ Salsano 19’ | Marcatori | 78’ Calisti 83’ Batista |

| Arbitro: | Pieri (Genova) |

|  |           |                     |
|  | Marcatori | 60’ (aut.) Podavini |

| Arbitro: | Pairetto (Nichelino) |

|                      |           |  |
| Filisetti 74’ (aut.) | Marcatori |  |

| Arbitro: | Agnolin (Bassano del Grappa) |

|  |           |            |
|  | Marcatori | 21’ Virdis |

| Arbitro: | Pieri (Genova) |

|             |           |  |
| Platini 70’ | Marcatori |  |

#### Girone di ritorno
| Arbitro: | D'Elia (Salerno) |

|                                            |           |  |
| Sócrates 13’ C. Pellegrini 68’ Monelli 90’ | Marcatori |  |

| Arbitro: | Ballerini (La Spezia) |

|                     |           |                                                   |
| Giordano 77’ (rig.) | Marcatori | 35’ Edinho 42’ Carnevale 68’ Gerolin 87’ Selvaggi |

| Arbitro: | Lanese (Messina) |

|            |           |  |
| Marini 84’ | Marcatori |  |

| Roma 17 febbraio 1985 19ª giornata | Lazio         | 0 – 0 referto | Ascoli | Stadio Olimpico (27 719 spett.)\| Arbitro: \| Redini (Pisa) \| |
| Arbitro:                           | Redini (Pisa) |               |        |                                                                |

| Arbitro: | Pieri (Genova) |

|                                             |           |  |
| Maradona 58’, 84’, 87’ Filisetti 78’ (aut.) | Marcatori |  |

| Roma 3 marzo 1985 21ª giornata | Lazio            | 0 – 0 referto | Torino | Stadio Olimpico (30 446 spett.)\| Arbitro: \| D'Elia (Salerno) \| |
| Arbitro:                       | D'Elia (Salerno) |               |        |                                                                   |

| Arbitro: | Sguizzato (Verona) |

|           |           |            |
| Żmuda 66’ | Marcatori | 2’ Garlini |

| Arbitro: | D'Elia (Salerno) |

|              |           |               |
| Giordano 73’ | Marcatori | 71’ Antonelli |

| Arbitro: | Paparesta (Bari) |

|           |           |           |
| Fonte 45’ | Marcatori | 2’ Magrin |

| Arbitro: | Bergamo (Livorno) |

|                |           |  |
| Morbiducci 53’ | Marcatori |  |

| Arbitro: | Mattei (Macerata) |

|  |           |                                          |
|  | Marcatori | 23’ Scanziani 45’ Salsano 54’ Vierchowod |

| Arbitro: | Casarin (Milano) |

|           |           |  |
| Fanna 78’ | Marcatori |  |

| Arbitro: | Redini (Pisa) |

|  |           |             |
|  | Marcatori | 87’ Colomba |

| Arbitro: | Luci (Firenze) |

|                           |           |  |
| Virdis 16’ Battistini 40’ | Marcatori |  |

| Arbitro: | Magni (Bergamo) |

|                                      |           |                                 |
| Giordano 3’, 68’ (rig.) Podavini 74’ | Marcatori | 12’ Platini 34’ Brio 61’ Scirea |

### Coppa Italia

#### Primo turno
| Arbitro: | Pezzella (Frattamaggiore) |

|                                 |           |  |
| Laudrup 22’ Giordano 74’ (rig.) | Marcatori |  |

| Arbitro: | Magni (Bergamo) |

|         |           |                     |
| Elói 1’ | Marcatori | 10’ (rig.) Giordano |

| Arbitro: | Pellicanò (Reggio Calabria) |

|                                      |           |                     |
| Giordano 12’ Laudrup 71’ D'Amico 86’ | Marcatori | 84’ (rig.) Parlanti |

| Arbitro: | Esposito (Torre del Greco) |

|                               |           |                          |
| Strappa 48’ D. Pellegrini 82’ | Marcatori | 14’ Laudrup 63’ Podavini |

| Arbitro: | D'Elia (Salerno) |

|                               |           |  |
| Iorio 66’ (rig.) Di Carlo 75’ | Marcatori |  |

## Statistiche

### Statistiche di squadra
| Competizione | Punti | In casa | In casa | In casa | In casa | In casa | In casa | In trasferta | In trasferta | In trasferta | In trasferta | In trasferta | In trasferta | Totale | Totale | Totale | Totale | Totale | Totale | DR  |
| Competizione | Punti | G       | V       | N       | P       | Gf      | Gs      | G            | V            | N            | P            | Gf           | Gs           | G      | V      | N      | P      | Gf     | Gs     | DR  |
| ------------ | ----- | ------- | ------- | ------- | ------- | ------- | ------- | ------------ | ------------ | ------------ | ------------ | ------------ | ------------ | ------ | ------ | ------ | ------ | ------ | ------ | --- |
| Serie A      | 15    | 15      | 2       | 7       | 6       | 13      | 21      | 15           | 0            | 4            | 11           | 3            | 24           | 30     | 2      | 11     | 17     | 16     | 45     | -29 |
| Coppa Italia | 6     | 2       | 2       | 0       | 0       | 5       | 1       | 3            | 0            | 2            | 1            | 3            | 5            | 5      | 2      | 2      | 1      | 8      | 6      | +2  |
| Totale       |       | 17      | 4       | 7       | 6       | 18      | 22      | 18           | 0            | 6            | 12           | 6            | 29           | 35     | 4      | 13     | 18     | 24     | 51     | -27 |

### Statistiche dei giocatori
Nel conteggio delle reti realizzate si aggiungano due autoreti a favore in campionato.
| Giocatore      | Serie A  | Serie A | Coppa Italia | Coppa Italia | Totale   | Totale |
| Giocatore      | Presenze | Reti    | Presenze     | Reti         | Presenze | Reti   |
| -------------- | -------- | ------- | ------------ | ------------ | -------- | ------ |
| Batista        | 18       | 1       | 5            | 0            | 23       | 1      |
| M. Cacciatori  | -        | -       | -            | -            | -        | -      |
| E. Calisti     | 25       | 1       | 5            | 0            | 30       | 1      |
| N. Cusin       | -        | -       | -            | -            | -        | -      |
| V. D'Amico     | 22       | 2       | 3            | 1            | 25       | 3      |
| F. Dell'Anno   | 14       | 0       | -            | -            | 14       | 0      |
| D. Filisetti   | 25       | 0       | 5            | 0            | 30       | 0      |
| F. Fonte       | 14       | 1       | 4            | 0            | 18       | 1      |
| O. Garlini     | 20       | 1       | 4            | 0            | 24       | 1      |
| B. Giordano    | 25       | 5       | 5            | 3            | 30       | 8      |
| M. Laudrup     | 30       | 1       | 5            | 3            | 35       | 4      |
| L. Manfredonia | 27       | 0       | 5            | 0            | 32       | 0      |
| M. Marin       | -        | -       | -            | -            | -        | -      |
| G. Marini      | 12       | 0       | 5            | 0            | 17       | 0      |
| R. Miele       | -        | -       | -            | -            | -        | -      |
| F. Orsi        | 30       | -45     | 5            | -6           | 35       | -51    |
| A. Piconi      | -        | -       | -            | -            | -        | -      |
| G. Podavini    | 25       | 1       | 5            | 1            | 30       | 2      |
| A. Spinozzi    | 9        | 0       | -            | -            | 9        | 0      |
| M. Storgato    | 25       | 0       | 2            | 0            | 27       | 0      |
| F. Torrisi     | 21       | 0       | -            | -            | 21       | 0      |
| A. Toti        | 2        | 0       | -            | -            | 2        | 0      |
| A. Vianello    | 22       | 1       | 4            | 0            | 26       | 1      |
| C. Vinazzani   | 14       | 0       | 4            | 0            | 18       | 0      |